# Thierry Saïdi
Pour les articles homonymes, voir Saïdi.
Thierry Saïdi, né le 20 février 1965 à Épinal, est un céiste français de slalom. Il est le frère du céiste Michel Saïdi.
Il participe aux Jeux olympiques d'été de 1992 à Barcelone et aux Jeux olympiques d'été de 1996 à Atlanta, terminant respectivement huitième et cinquième en C2 slalom avec Emmanuel del Rey.
Il est médaillé d'argent en canoë biplace (C2) par équipe aux Championnats du monde 1985 à Augsbourg. Aux Championnats du monde 1989 à Savage River, il est médaillé d'or en C2 par équipe et médaillé de bronze en C2. Il remporte la médaille d'or en C2 par équipe et la médaille de bronze en C2 aux Championnats du monde 1991 à Tacen puis la médaille d'argent en C2 par équipe aux Championnats du monde 1993 à Mezzana et aux Championnats du monde 1995 à Nottingham. Aux Championnats du monde 1997 à Três Coroas, il est médaillé d'or en C2 par équipe.